# کانتون (اکلاهما)
کانتون (به انگلیسی: Canton) شهری در ایالت اکلاهما کشور ایالات متحده آمریکا است که جمعیت آن در سرشماری سال ۲۰۱۰ میلادی، ۶۲۵ نفر بوده‌است.